# Podișul Târnavelor
Podișul Târnavelor este una dintre cele trei subunități ale Depresiunii Coliniare a Transilvaniei (DCT), se află între Mureș și Olt, are  relief mai accidentat și altitudini mai înalte spre est și mai joase spre vest și sud, are două subunitați:
- Podișul Hârtibaciului în S-E
- Podișul Secașelor în N-V

Podișul Târnavelor este situat între Văile Mureș (la nord) și Olt (la sud), străbătut de Târnava Mica si Târnava Mare. Are altitudini medii între 400-600 m.
Mod de formare: prin sedimenare
Tipuri de roci: sedimentare moi (nisip, pietriș, argilă) 
Tipuri de relief: domuri gazeifere și cute diapire 